# أندرو ميلر (صحفي)
أندرو ميلر (بالإنجليزية: Andrew Miller)‏ (و. 1974  م) هو صحفي، ومؤلف، وكاتب بريطاني، ولد في لندن الكبرى.

## التعليم
تعلم في جامعة كامبريدج، وتعلم في جامعة برنستون
.